# Língua tok pisin

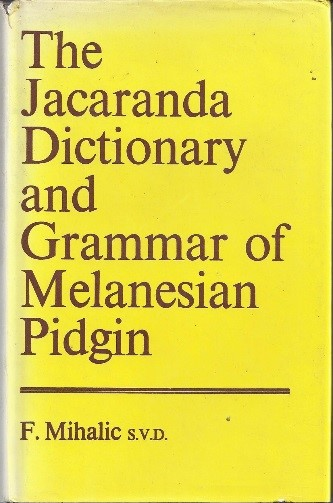
Dicionário de 1971 de Tok Pisin (à época chamado “pidgin melanésio”).

O Tok Pisin é uma língua crioula com vocabulário baseado na língua inglesa. É falada por cerca de quatro milhões de pessoas na Papua-Nova Guiné, sendo quinhentas mil como nativa. A palavra “tok pisin” vem de tok, que significa “conversação” (do inglês talk), e pisin, que significa pidgin (da forma chinesa do inglês business). 
Apesar do nome sugestivo, o Tok Pisin não é um crioulo em si, mas uma das línguas oficiais de Papua-Nova Guiné, juntamente com o inglês e o Hiri Motu, além de ser a mais falada no país. É usada nos meios de comunicação e no governo, embora menos que o inglês. Certas escolas básicas ensinam através de tal idioma.
Na maioria dos verbos a transitividade é marcada pelo sufixo im. Os tempos são indicados por palavras separadas: bai (futuro), bin (passado, vem do inglês been), stap (ação presente, vem de stop), i (ação continuada), pinis (ação completa, vem de finish). Já os substantivos não variam em número, enquanto que os adjetivos têm o sufixo pela e podem ser usados como advérbios. Pela também indica o plural em pronomes, que variam em pessoa e número, podendo apresentar, dependendo da região, as formas: dupla, tripla e plural. Por isso, a reduplicação é muito usada no Tok Pisin como derivação ou simplesmente em palavras que assim existem.
Assim como na língua Bislama são muito usadas duas preposições: bilong para “de” (posse) ou “para” (objetivo) e long para todos demais significados.

## Exemplo
Pai Nosso em tok pisin
Papa bilong mipela

yu stap long heven

Mekim nem bilong yu i kamap bikpela

Mekim kingdom bilong yu i kam

Strongim mipela long bihainim laik bilong yu long graun

olsem ol i bihainim long heven

Givim mipela kaikai inap long tude

Pogivim rong bilong mipela

olsem mipela i pogivim ol arapela i mekim rong long mipela

Sambai long mipela long taim bilong traim

Na rausim olgeta samting nogut long mipela

Amen